# Глуховцев Олексій Степанович
Олексій Степанович Глу́ховцев (рос. Алексей Степанович Глуховцев; нар. 9 березня 1875, Бондаревка — пом. осінь 1922, Орел) — український і російський хормейстер, композитор.

## Біографія
Народився 25 лютого [9 березня] 1875 року в селі Бондаревці (тепер Суджанський район Курської області Росії). Впродовж 1894–1896 років навчався у Київському музичному училищі Російського музичного товариства. У 1898 році закінчив юридичний факультет Київського університету Святого Володимира, де під час навчання очолював хор, у репертуарі якого були оперні хори, українські народні пісні. 1904 року закінчив Московську консерваторію по класу композитора Сергія Танєєва. У 1906—1911 працював судовим слідчим в Орлі, керував хором. Помер в Орлі восени 1922 року.

## Творчість
Автор фортепіанних п'єс, хорів, романсів. Найбільшу популярність здобула його опера  «Дні нашого життя» (за п'єсою Леоніда Андрєєва, лібретто Н. В. Ларикова; 1911; поставлена у Київській російській опері у 1913 році). 